# Епархия Сан-Хуан-Баутиста-де-Каламы
Епархия Сан-Хуан-Баутиста-де-Каламы (лат.  Dioecesis Calamensis in Chilia) — епархия Римско-Католической церкви с центром в городе Калама, Чили. Епархия Сан-Хуан-Баутиста-де-Каламы входит в митрополию Антофагасты. Кафедральным собором епархии Сан-Хуан-Баутиста-де-Каламы является церковь святого Иоанна Крестителя.

## История
21 июля 1965 года Римский папа Павел VI издал буллу Christianorum fidelium, которой учредил территориальнцю прелатуру Каламы, выделив её из епархии Антофагасты (сегодня — архиепархия) и епархии Икике. В этот же день территориальная прелатура Каламы вошла в митрополию Ла-Серены.
28 июля 1967 года территориальная прелатура Каламы вошла в митрополию Антофагасты.
20 февраля 2010 года Римский папа Бенедикт XVI издал буллу Quandoquidem non parvo, которой преобразовал территориальную прелатуру Каламы в епархию Сан-Хуан-Баутиста-де-Каламы.

## Ординарии епархии
- Francisco de Borja Valenzuela Ríos (21.07.1965 — 19.05.1968)
- Orozimbo Fuenzalida y Fuenzalida (13.05.1968 — 26.02.1970), назначен епископом Санта-Мария-де-Лос-Анхелеса;
- Francisco de Borja Valenzuela Ríos (апрель 1970 — 2.06.1970)
- Juan Luis Ysern de Arce (20.05.1972 — 2.06.1974)
- Carlos Oviedo Cavada (4.05.1974 — 1976)
- Juan Bautista Herrada Armijo (26.02.1976 — 5.03.1982)
- Juan Bautista Herrada Armijo (5.03.1982 — 30.11.1991)
- Cristián Contreras Molina (11.06.1992 — 19.07.2002), назначен епископом Сан-Фелипе
- Guillermo Patricio Vera Soto (10.04.2003 — по настоящее время)

## Источник
- Annuario Pontificio, Libreria Editrice Vaticana, Città del Vaticano, 2003, ISBN 88-209-7422-3
- Булла Christianorum fidelium  (лат.)
- Булла Quandoquidem non parvo  (лат.)